# Louis Jouvet
Louis Jouvet, född 24 december 1887 i Crozon, Finistère, död 16 augusti 1951 i Paris, var en fransk skådespelare och teaterregissör.

## Biografi
Louis Jouvet utbildade sig till apotekare och började sitt yrkesverksamma liv som apoteksbiträde medan han kämpade för en karriär som skådespelare. Trots att han fick avslag tre gånger från högskolan Conservatoire de Paris gav han inte upp. Han anslöt sig till ett teatersällskap som administratör 1908 och gjorde scendebut två år senare. Han medverkade i en enda stumfilm och blev sedan, 1913, chef för Théâtre du Vieux-Colombier i Paris. Efter att ha deltagit i första världskriget kom han med sin teatertrupp till New York 1919, där de hade stora framgångar under tre års tid. Vid återkomsten till Frankrike blev han direktör för Théâtre des Champs-Élysées och blev snabbt en ledande teaterman. 
Jouvet kom att tillhöra förgrundsgestalterna i fransk film under 1930-talet, men förblev ändå teatern trogen. Han brukade säga att han filmade enkom för pengarna, så att han kunde finansiera nya teateruppsättningar. Under andra världskriget turnerade han runt med sitt teatersällskap i Sydamerika och återvände till Frankrike efter kriget, där han återupptog sitt arbete på scen och film.

## Filmografi i urval
- 1935 – Hertigen önskar nattkvarter
- 1936 – Natthärbärget
- 1937 – Det perfekta brottet
- 1937 – Drömmarnas vals
- 1938 – Hotel du Nord
- 1938 – Livets debutanter
- 1939 – Det brinner en eld
- 1939 – Körkarlen
- 1941 – Två skälmar i Venedig
- 1946 – Gengångaren
- 1947 – Polishuset
- 1948 – Farlig oskuld
- 1949 – Mellan 11 och midnatt
- 1950 – Vildkatten i Paris
- 1951 – Knock